# Маслюк рудо-червоний
Маслю́к ру́до-черво́ний (Suillus tridentinus) — базидіомікотовий гриб родини маслюкових.

## Опис
Діаметр шапинки гриба може сягати від п'яти до п'ятнадцяти сантиметрів. Форма півкулеподібна. Шапинка забарвлена у жовтувато-помаранчевий колір. У зрілості шапинка робиться червоно-іржавою, її поверхню покривають радіально розташовані лусочки. При високій вологості капелюшок слизький на дотик. У трубчастого шару червоно-помаранчеве забарвлення. Пори досить широкі. У спорового порошку коричнево-оливковий колір. Грибна ніжка жовта і м'ясиста, на дотик щільно-повстяна. На ній добре помітно білясте кільце. В області вище кільця її покриває сітчастий невеликий малюнок. М'якоть маслюка рудо-червоного жовтого кольору, поряд з основою ніжки коричнева. Гриб має трохи кислий смак.

## Поширення
Гриб зустрічається в Західній Європі, переважно у гірських місцевостях, таких як Альпи та їхні передгір'я. Ареал виду простягається від Норвегії і Шотландії через Бельгію , Німеччину, північно-західну Італію до Східної Австрії.

## Екологічна приуроченість
Найчастіше гриб росте у гірських лісах біля коріння модрин, на багатих вапном ґрунтах. Сезон зростання триває у літні та осінні місяці.

## Використання
Гриб є їстівним, у нього дуже добрі смакові якості.